# هاولوویتسه
هاولوویتسه (به چکی: Havlovice) یک روستا و شهرداری در جمهوری چک است که در منطقه تروتنوف واقع شده‌است.